# Violettlicher Schwindling
Der ungenießbare Violettliche Schwindling (Marasmius wynneae, Syn. Marasmius wynnei) ist eine Pilzart aus der Familie der Schwindlingsverwandten (Marasmiaceae). Die gesellig,  zuweilen  auch  büschelig  wachsenden  Fruchtkörper erscheinen von Juni bis November in Laubwäldern.

## Merkmale

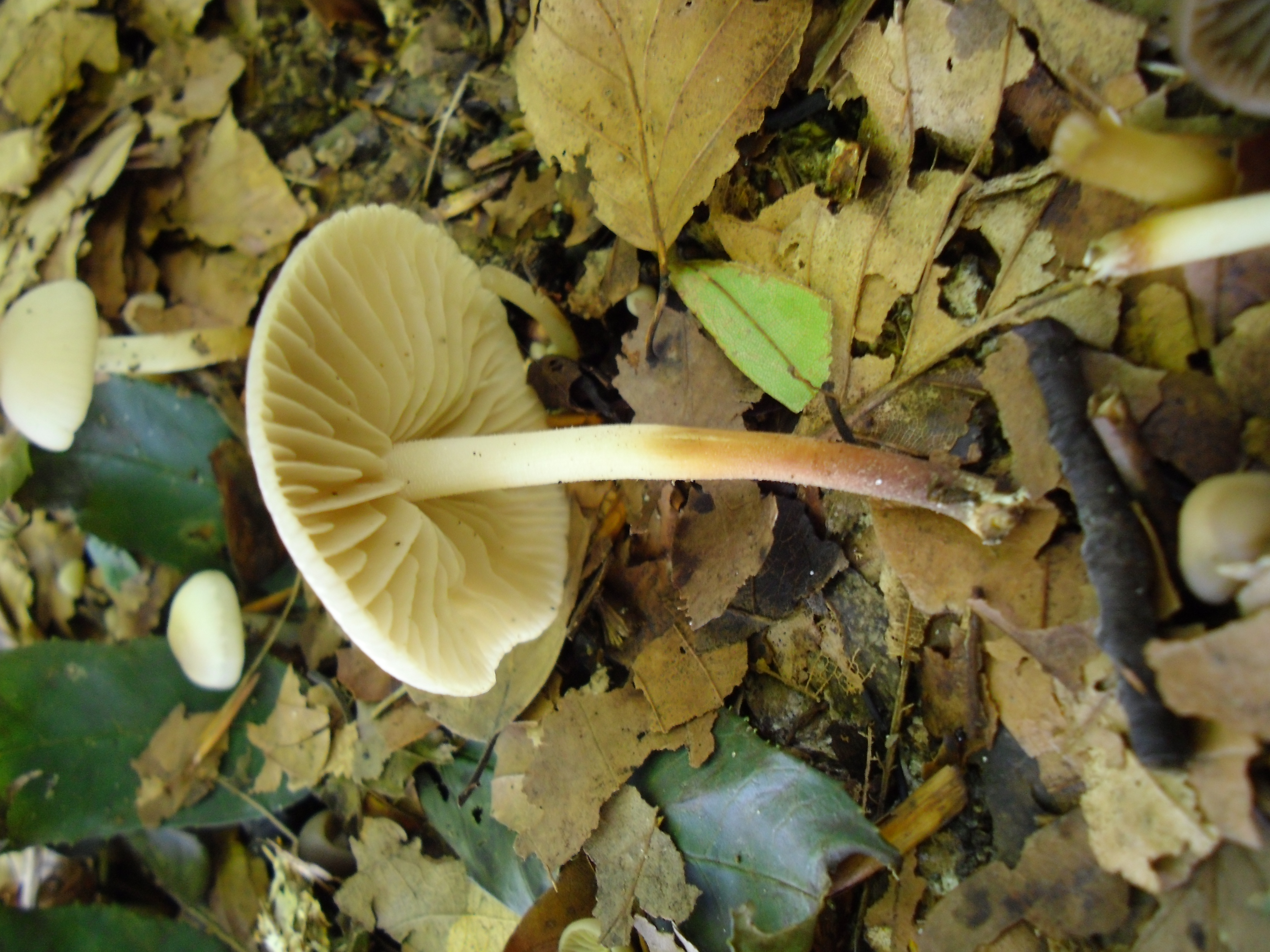
Der flockig bereifte Stiel des Violettlichen Schwindlings ist oben cremefarben und nach unten hin rotbraun gefärbt.

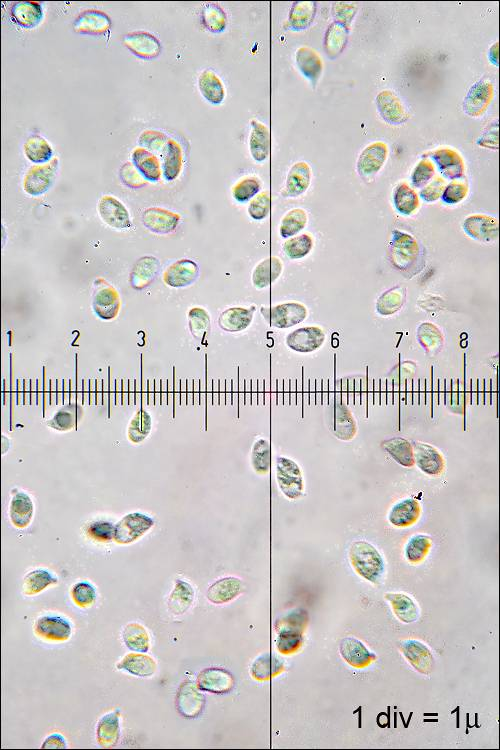
Die elliptischen, glatten Sporen sind durchscheinend und enthalten oft Tropfen.

### Makroskopische Merkmale
Der Hut ist 2–4(–7) cm breit, jung halbkugelig, bald flach gewölbt oder stumpf gebuckelt und häufig etwas verbogen. Die matt bereifte und oft auch runzelige Oberfläche ist kahl, hygrophan und bei Feuchtigkeit fast bis zur Mitte gerieft. Die Hutfarbe ist sehr veränderlich, hat aber meist eine leicht violette Tönung. Ansonsten kann der Hut fast weißlich bis blass bräunlich (horngrau, violettgrau, graubräunlich) gefärbt sein. Beim Trocknen blassen die Farben stark aus. Der Rand ist blasser und wellig verbogen.
Die entfernt stehenden, dicken Lamellen sind ausgebuchtet am Stiel angewachsen und laufen mit einem schmalen Zahn daran herab. Sie sind weißlich bis cremefarben oder auch graulila gefärbt. Die Lamellenschneiden sind glatt oder schartig. Das Sporenpulver ist weiß und zeigt unter Zugabe eines Iodreagenzes keine Farbreaktion (inamyloid).
Der zylindrische bis flache, bisweilen verdrehte Stiel ist 3–7 cm lang und 0,2–0,8 cm breit. Er ist steif, elastisch und hohl und über die ganze Länge flockig bereift. Im oberen Teil ist er cremefarben, nach unten hin zunehmend rotbraun gefärbt. An der Stielbasis haftet meist feines Myzel, das als dichter Filz oft große Flächen unter der Laubstreu überziehen kann. Das dünne Fleisch (Trama) ist im Hut weiß und riecht und schmeckt unangenehm. Unter Umständen ist ein leichter Bittermandel- oder Heugeruch feststellbar.

### Mikroskopische Merkmale
Die elliptischen, glatten Sporen sind 5–8 µm lang und 3–4 µm breit. Sie sind durchscheinend (hyalin) und enthalten oft Tropfen. Die Zellfäden der Huthaut (Epicutishyphen) bestehen aus runden und glatten Elementen (Sphaerozysten).

## Artabgrenzung
Der Violettliche Schwindling sieht dem essbaren Nelken-Schwindling ähnlich. Dieser hat aber mehr ockergelbliche Farben und einen helleren Stiel, außerdem fehlt ihm die violette Tönung. Zudem wächst der Violettliche Schwindling bevorzugt in Laubwäldern und der Nelken-Schwindling auf Wiesen.

## Ökologie und Phänologie

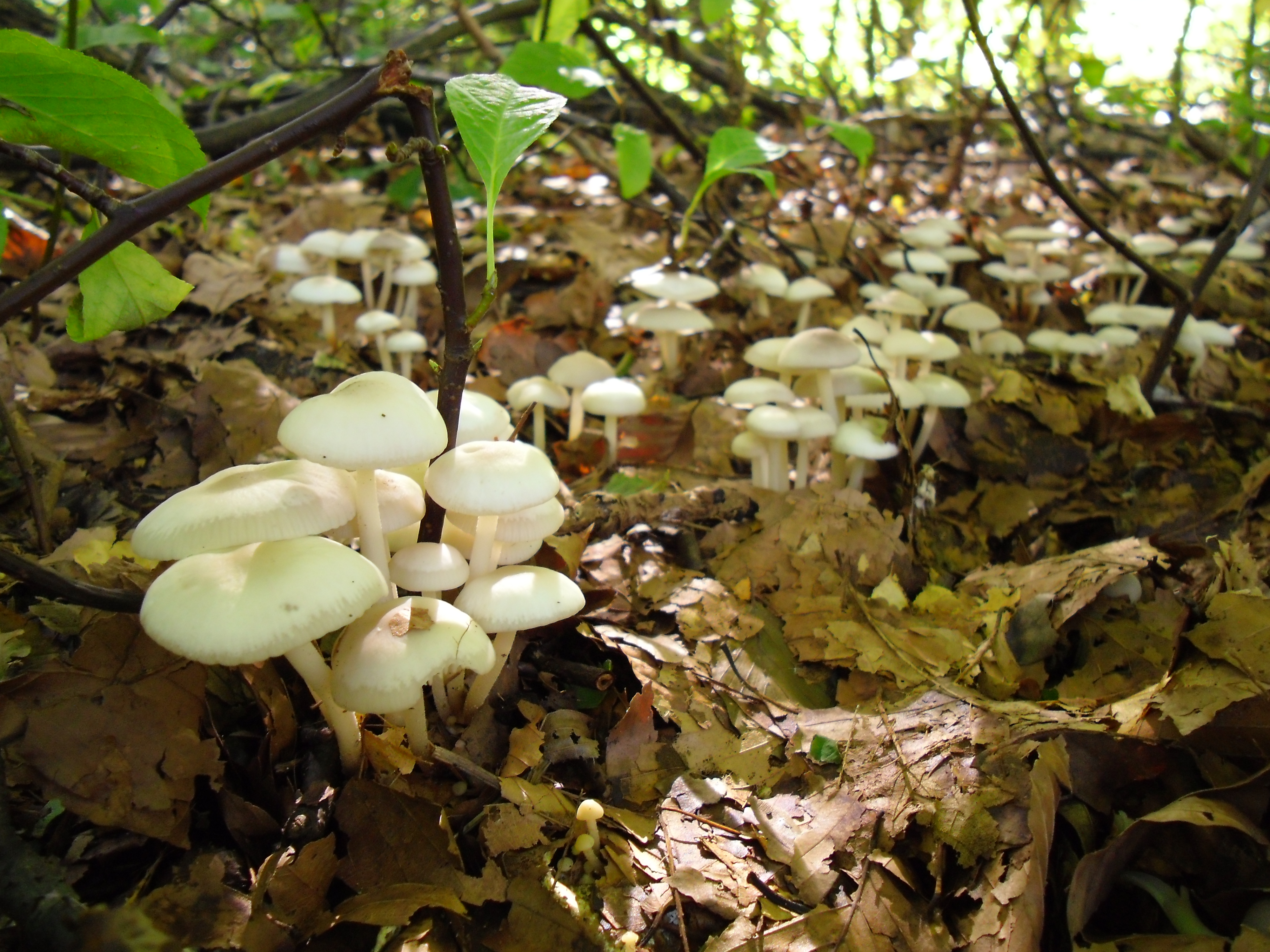
Der Violettliche Schwindling fruktifiziert büschelig und in Ringen in der Laubstreu.

Die Fruchtkörper des recht häufigen Violettlichen Schwindlings erscheinen von Juni bis November meist büschelig und in Ringen wachsend in Laubwäldern. Die Art fruktifiziert auf der Laubstreu und manchmal auch auf morschem Holz. Der Schwindling kommt besonders häufig in Kalkgebieten vor.

## Bedeutung

### Inhaltsstoffe
Der Violettliche Schwindling gehört zu einer Gruppe von Pilzen, die in Spuren Blausäuregase ausscheiden. Für den Menschen ist die abgegebene Menge völlig ungefährlich, aber besonders Schnecken reagieren recht empfindlich darauf. Versuche haben gezeigt, dass Schnecken die zusammen mit diesen Pilzen in eine geschlossene größere Schachtel gesperrt worden waren, nach wenigen Stunden sterben.

### Speisewert
Der Violettliche Schwindlings ist kein Speisepilz.